# Gunther Love
 (décembre 2012).
Si vous disposez d'ouvrages ou d'articles de référence ou si vous connaissez des sites web de qualité traitant du thème abordé ici, merci de compléter l'article en donnant les références utiles à sa vérifiabilité et en les liant à la section « Notes et références ».
Gunther Love est un personnage de fiction évoluant au sein de la troupe Airnadette. Il a été créé et il est interprété par le comédien Sylvain Quimène.

## Biographie

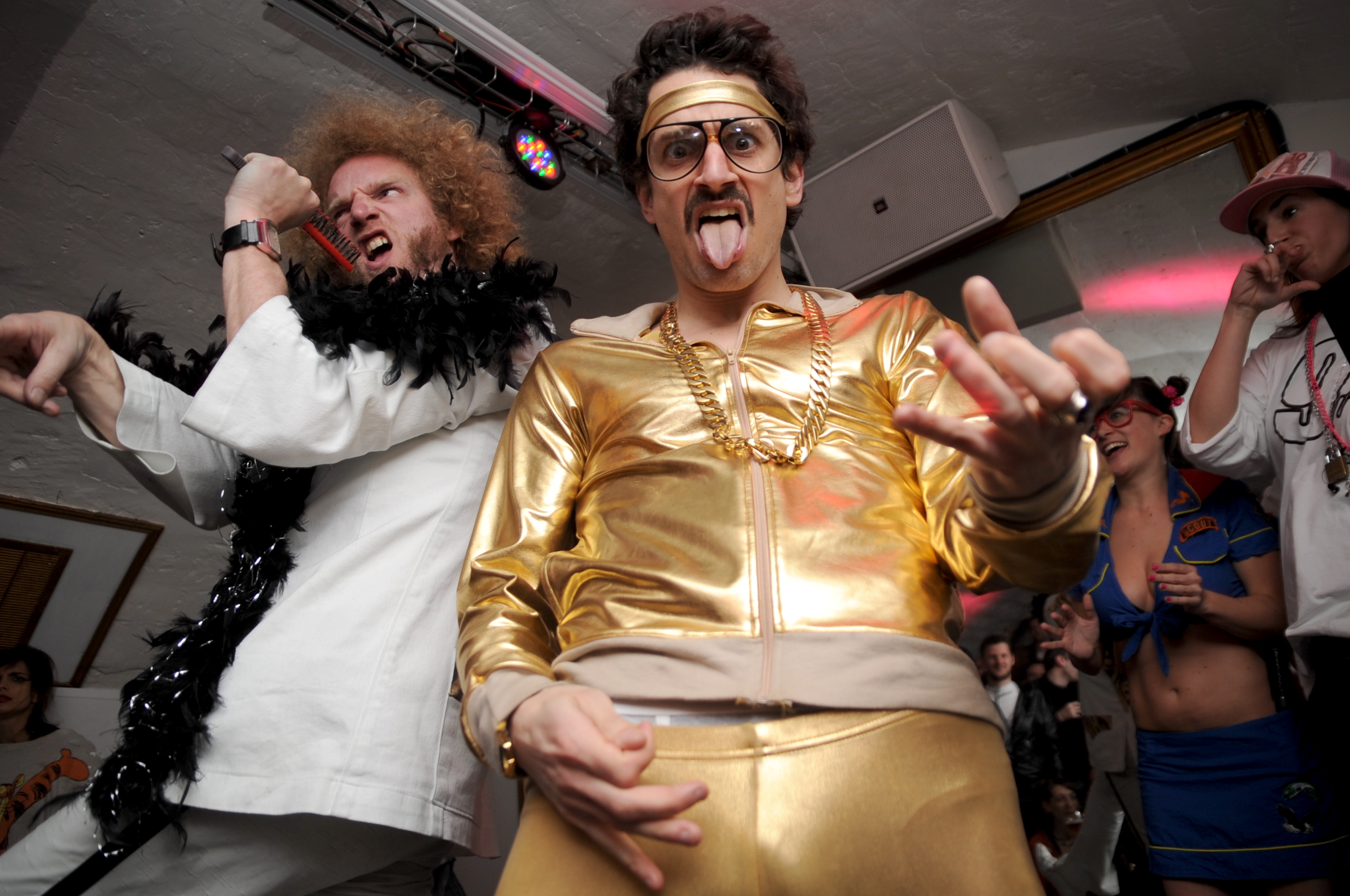
Gunther Love en spectacle avec Airnadette le 07 avril 2009 à Paris.

Comédien de formation, Sylvain Quimène est issu de l'école d'art dramatique pluridisciplinaire « l’Éponyme » à Paris.  
Il est repéré au cours de sa troisième année de formation (2004) par le metteur en scène Frédéric Ferrer et intègre la compagnie Vertical Détour, en résidence dans les locaux de l'hôpital psychiatrique de Ville-Évrard. Il va travailler pendant quatre ans sur différentes pièces de théâtre qui traitent de la maladie mentale, dont une qui rencontrera un certain succès, Pour Wagner. Il y interprète le rôle de Louis II de Bavière.
Il joue dans une quinzaine de pièces de théâtre, puis, en 2008, il intègre une nouvelle compagnie, La CompagnieNuméro8, avec laquelle il part en tournée pendant deux ans.
En parallèle, il tourne avec un groupe de rock, Keryah, avec lequel il sort un premier EP en 2005 puis un album en 2007 ; le groupe tourne aux côtés de Freedom For King Kong, No One Is Innocent ou encore Lofofora.
En 2009, Sylvain Quimène crée le personnage Gunther Love et intègre la troupe déjantée Airnadette, il devient la même année champion du monde d'Air Guitar en Finlande (compétition burlesque et décalée pour tous les fans de Rock n'Roll. En 2010, il gagne son second titre).
Airnadette trouve rapidement son public, s'enchaîne alors une tournée mondiale. Un documentaire United States Of Airnadette leur est consacré lors de leur tournée à travers les États-Unis en 2011.
Ils ouvriront cinq soirs de suite le concert de Camille à La Cigale, puis, pendant trois soirs, ils feront la première partie de -M- à Bercy.
En octobre 2011, Airnadette monte une comédie musicale, La Comédie Musiculte Airnadette, avec laquelle ils partent en tournée dans toute la France, remplissent deux Bataclan puis L'Olympia. Début 2013, ils adaptent cette comédie musicale en anglais et partent en tournée mondiale (qui se poursuit encore aujourd'hui).
Sylvain Quimène, sous le pseudo Gunther Love, est souvent invité pour intervenir dans des émissions sur Canal+, notamment L'Édition spéciale de Bruce Toussaint ou Le Grand Journal. Il intègre l'émission quotidienne le News Show et, à partir de septembre 2010, dans Tout le monde il est beau, tout le monde il est gentil.
Depuis 2009, il organise des soirées dans divers clubs parisiens comme le Bus Palladium. En 2011, il prend la direction artistique et la programmation musicale du club Le 114, puis, en 2016, du club Le Riviera-Paris.
En 2011, il devient le cofondateur de la société de production Airnadette Corp ; cette société développe et réalise des publicités pour Levi's, Puma ou encore Schweppes.
En 2013, il intègre Radio France et devient chroniqueur musical sur Le Mouv, puis, depuis 2016, il présente avec son collectif Airnadette une émission culturelle hebdomadaire sur Oüi FM.
Il crée en 2013 l'événement musical et la structure Secours Pop Rocks au profit du Secours populaire français, il assure la direction artistique des événements liés à cette structure, d'abord au Bus Palladium, puis au Zénith de Paris.
En 2016 il devient le directeur artistique d’El Festival, premier festival francophone à Barcelone.
Il joue dans différents films et séries pour la télévision et le cinéma : Larguées, Blockbuster, La fine équipe, Holly Weed, Mystère à la tour Eiffel, Kaamelott : Premier Volet...
Il a été le compagnon de Daphné Bürki, de 2009 à 2020, animatrice de télévision. Ils ont eu une fille prénommée Suzanne née en 2013.